# Kalevi Vähäkylä
Kalevi Juhani Vähäkylä (Salo, 25 de junio de 1940) es un deportista finlandés que compitió en biatlón. Ganó una medalla de bronce en el Campeonato Mundial de Biatlón de 1969, en la prueba por relevos.
Participó en los Juegos Olímpicos de Grenoble 1968, ocupando el quinto lugar en la prueba por relevos y el noveno lugar en la individual.

## Palmarés internacional
| Campeonato Mundial | Campeonato Mundial | Campeonato Mundial | Campeonato Mundial |
| Año                | Lugar              | Medalla            | Prueba             |
| ------------------ | ------------------ | ------------------ | ------------------ |
| 1969               | Zakopane (Polonia) | Medalla de bronce  | Relevos            |